# Monte Dubia
Le monte Dubia (en piémontais, Monte Doubia) est un sommet des Alpes grées s'élevant à 2 463 mètres d'altitude, qui est situé sur le bassin versant entre le val Grande di Lanzo et le val d'Ala, dans la ville métropolitaine de Turin, au Piémont.

## Toponymie
Monte Doubia signifie en piémontais « sommet double » ; ce nom lui a été donné en raison de la présence en avant du sommet d'un pic secondaire, nettement plus petit, qui donne sur le versant du val d'Ala, à partir duquel il est possible, après avoir traversé une pénéplaine herbeuse, d'atteindre le sommet lui-même (surmonté d'un grand cairn).

## Géographie
Le monte Dubia est séparé du monte Pellerin, situé à l'est du bassin versant Valgrande/val d'Ala, par le col de Crosiasse (ou Crociasse, 1 810 m) et par une petite dépression sans nom, qui offre un passage situé à une altitude de 1 785 m. Du monte Dubia part, vers le sud-est, la crête qui sépare le sillon principal du val d'Ala du col de Crosiasse et qui culmine avec le monte Plù (it), ce dernier étant séparé du monte Dubia par le col d'Attia (2 085 m). À l'ouest, le bassin versant Valgrande/val d'Ala se poursuit par la punta Croset (it), séparée du monte Dubia par le col dei Merli (2 285 m).
Au sommet de la montagne convergent les territoires de quatre communes : Groscavallo, Chialamberto, Ceres et Ala di Stura. Le sommet marque en outre le point géodésique trigonométrique IGM appelé « Monte Doubia » (041027).

## Ascension
Le sommet peut être atteint par des pistes balisées à partir du col d'Attia, que l'on rejoint par un sentier facile depuis le centre d'Ala di Stura, ou même, mais moins facilement par endroits, depuis Chialamberto.